# Sidekicks Meksyk
Sidekicks Meksyk – meksykański klub futsalowy z siedzibą w mieście Meksyk, obecnie występuje w najwyższej klasie rozgrywkowej Meksyku.

## Sukcesy
- Mistrzostwo Meksyku: ..., 2013/14, ..., 2016/17